# Hyposoter nigromaculatus
Hyposoter nigromaculatus là một loài tò vò trong họ Ichneumonidae.